# Fundamental (Pet Shop Boys)
Fundamental è il nono album in studio del gruppo musicale britannico Pet Shop Boys, pubblicato il 22 maggio 2006 dalla Parlophone.
Lanciato dal singolo I'm with Stupid (che nel Regno Unito si piazzò alla posizione numero 8), l'album ha ottenuto un grande successo in tutta Europa. L'album è dedicato a Mahmoud Asgari e Ayaz Marhoni due adolescenti iraniani impiccati perché omosessuali.
Il secondo singolo estratto fu Minimal, che originariamente doveva essere il primo estratto dall'album Il brano entrò nella Top20 inglese e irruppe alla posizione numero 3 nella classifica dance americana di Billboard (la Hot Dance Club Play).
Il terzo singolo estratto fu Numb, brano scritto da Diane Warren per i Pet Shop Boys, i quali originariamente volevano includere nella loro raccolta del 2003 PopArt: Pet Shop Boys - The Hits.

## Il disco

### Tematica
Come già detto l'album fu dedicato ai due adolescenti iraniani giustiziati per la loro presunta omosessualità.
Ciò nonostante il disco è stato subito accreditato come "l'album più politico del duo": a detta di Tennant perfino nel titolo si fa riferimento alla politica, una referenza al fondamentalismo religioso (in particolar modo allo stato disinteressato sulla libertà di religione nel Regno Unito).
Fra i testi delle canzoni presenti nell'album si fa riferimento alle tensioni e paure che serpeggiano negli Stati Uniti dovute alla guerra al terrorismo. Altre canzoni fanno, invece, riferimento alla politica inglese e al punto di vista dei Pet Shop Boys: Indefinite leave to remain fa riferimento alla situazione della immigrazione nel Regno Unito mentre Integral è una vera e propria critica alla proposta delle "Identity Cards" del 2006 (proprio in virtù di questa critica, Tennant ha cessato di essere un simpatizzante del partito politico Labour Party di Tony Blair).
Una critica più diretta a Blair viene fatta nel primo singolo I'm with Stupid dove i Pet Shop Boys fanno "satira" sulla alleanza fra Blair e George W. Bush.
Con Casanova in Hell e The Sodom and Gomorrah Show vengono toccati anche temi storici, di seduzione, biblici e di libertà.

### Vendite
Nella sua settimana di pubblicazione Fundamental vende immediatamente 26,492 copie e debutta in classifica al quinto posto (il piazzamento più alto dai tempo di Bilingual dieci anni prima).
L'album in seguito ottenne il disco d'argento nel Regno Unito con oltre 60 000 copie vendute (il conto ad aprile 2009 è a 66 000 copie). Negli Stati Uniti, invece, il conto è a 46 000 copie di cui 7500 copie vendute nella sua prima settimana.
Globalmente Fundamental vende oltre 1 milione di copie e raccolse successo non solo in termini di classifiche ma anche di critica, entusiasta nel considerare l'album "uno dei migliori dei Pet Shop Boys". Fundamental comparve anche nella classifica dei "migliori 20 album del 2006", entrando addirittura nella Top5.

### Nomination ai Grammy Award
L'album ottenne successo anche sotto l'aspetto dei Grammy Award: detiene il primato, nella carriera dei Pet Shop Boys, di essere arrivato a più di una candidatura.
- Nel 2006 per miglior brano dance con I'm with Stupid.
- Nel 2006 per miglior album dance/elettronico.
- Nel 2007 per miglior brano dance con Minimal.

## Giudizio della critica
Poco prima della sua pubblicazione il sito web PopJustice analizzò l'album affermando che "Fundamental è il primo gran album pop del 2006" e "il miglior album dei Pet Shop Boys dai tempi di Very. Dello stesso avviso fu NME che affermò "è il loro miglior album degli ultimi 10 anni".

## Tracce
1. Psychological
2. The Sodom and Gomorrah Show
3. I Made My Excuses and Left
4. Minimal
5. Numb
6. God Willing
7. Luna Park
8. I'm with Stupid
9. Casanova in Hell
10. Twentieth Century
11. Indefinite Leave to Remain
12. Integral

## Fundamentalism
L'album fu anche pubblicato in versione doppio disco: infatti in alcune edizioni limitate vi è incluso il disco Fundamentalism, un disco contenente perlopiù materiale remixato. Le tracce incluse sono otto, fra cui In Private (un duetto con Elton John, da sottolineare che il brano era stato scritto dai Pet Shop Boys per la cantante Dusty Springfield e inserito nel suo album Reputation del 1990) ed un remix di un bonus track, Fugitive, scritto dai Pet Shop Boys e remixato da Richard X.
1. Fugitive (Richard X Extended mix) — 6:06
2. Sodom (Trentemøller remix) — 7:24
3. Psychological (Alter Ego remix) — 7:13
4. Flamboyant (Michael Mayer Kompakt mix) — 7:58
5. I'm with Stupid (Melnyk Heavy Petting mix) — 6:07
6. In Private (Stuart Crichton Club mix) (duetto con Elton John) — 5:07
7. Minimal (Lobe remix) — 4:47
8. Gomorrah (Dettinger remix) — 5:39

## Classifiche
| Classifica (2006)                     | Posizione massima |
| ------------------------------------- | ----------------- |
| Argentina                             | 3                 |
| Australia                             | 25                |
| Austria                               | 23                |
| Belgio                                | 26                |
| Canada                                | 63                |
| Danimarca                             | 7                 |
| European Top 100 Albums               | 2                 |
| Estonia                               | 9                 |
| Finlandia                             | 9                 |
| Francia                               | 74                |
| Germania                              | 4                 |
| Irlanda                               | 24                |
| Italia                                | 19                |
| Malta                                 | 23                |
| Norvegia                              | 23                |
| Nuova Zelanda                         | 42                |
| Paesi Bassi                           | 42                |
| Repubblica Ceca                       | 7                 |
| Svezia                                | 6                 |
| Spagna                                | 9                 |
| Svizzera                              | 7                 |
| Ungheria                              | 94                |
| Regno Unito                           | 5                 |
| Stati Uniti                           | 150               |
| Stati Uniti (Dance/Electronic Albums) | 4                 |
| World Top40                           | 18                |
| Best Albums of 2006                   | 4                 |